# فرد. اولسن کروز لاینز
فرد. اولسن کروز لاینز (انگلیسی: Fred. Olsen Cruise Lines) شرکت گردشگری بریتانیایی است، که در سال ۱۸۴۸ تأسیس شد.